# ديكلان دونيلي
ديكلان دونيلي (بالإنجليزية: Declan Donnelly)‏ هو مغني ومقدم تلفزيوني ومنتج تلفزيوني وممثل بريطاني، ولد في 25 سبتمبر 1975 بنيوكاسل أبون تاين في المملكة المتحدة.

## أعمال

### أفلام
- (2003) الحب الحقيقي

## وصلات خارجية
- ديكلان دونيلي على موقع IMDb (الإنجليزية)
- ديكلان دونيلي على موقع ألو سيني (الفرنسية)
- ديكلان دونيلي على موقع ميوزك برينز (الإنجليزية)
- ديكلان دونيلي على موقع أول موفي (الإنجليزية)
- ديكلان دونيلي على موقع قاعدة بيانات الأفلام السويدية (السويدية)
- ديكلان دونيلي على موقع ديسكوغز (الإنجليزية)
- ديكلان دونيلي على موقع قاعدة بيانات الفيلم (الإنجليزية)
- ديكلان دونيلي على موقع كينوبويسك (الروسية)